# Khỉ và vượn trong không gian
Trước khi con người lên vũ trụ, một số loài động vật khác đã được phóng lên vũ trụ, bao gồm nhiều loài linh trưởng khác, để các nhà khoa học có thể điều tra các tác động sinh học của du hành vũ trụ. Hoa Kỳ đã triển khai các chuyến bay chứa các "hành khách" là linh trưởng chủ yếu trong khoảng thời gian 1948 - 1961 với một chuyến bay vào năm 1969 và một chuyến vào năm 1985.
Pháp đã triển khai hai chuyến bay chở khỉ vào năm 1967. Liên Xô và Nga đã phóng khỉ từ năm 1983 đến 1996. Hầu hết các loài linh trưởng đã được gây mê trước khi được phóng lên vũ trụ. Nhìn chung, ba mươi hai con khỉ đã bay trong chương trình không gian; không con nào được bay nhiều hơn một lần. Vô số khỉ dự phòng cũng đã trải qua các chương trình huấn luyện nhưng không bao giờ bay. Khỉ và vượn từ một số loài đã được sử dụng, bao gồm khỉ vằn, khỉ ăn cua, khỉ sóc, khỉ đuôi lợn và tinh tinh.
Phi hành gia linh trưởng đầu tiên là Albert, một con khỉ đuôi dài, vào ngày 11 tháng 6 năm 1948, đã đi trên 63 km (39 dặm) trên một tên lửa V-2. Albert chết vì nghẹt thở trong suốt chuyến bay.

## Pháp
Pháp đã phóng một con khỉ đuôi lợn có tên Martine trên một tên lửa Vesta vào ngày 7 tháng 3 năm 1967 và một con khác có tên là Dockette vào ngày 13 tháng 3. Các chuyến bay phụ này lần lượt đạt 243 km (151 mi) và 234 km (145 mi). Martine trở thành con khỉ đầu tiên sống sót sau hơn một vài giờ sau khi bay trên định nghĩa quốc tế về rìa vũ trụ. (Ham và Enos, được Hoa Kỳ đưa lên trước đó, là tinh tinh).